# Paramphilius baudoni
Paramphilius baudoni és una espècie de peix de la família dels amfílids i de l'ordre dels siluriformes.

## Morfologia
- Els mascles poden assolir 7,5 cm de longitud total.[1]

## Hàbitat
És un peix d'aigua dolça i de clima tropical.

## Distribució geogràfica
Es troba a Àfrica: Camerun (riu Lokoundjé), Gabon (riu Ogooué) i República del Congo (riu Kouilou). També és present a la conca del riu Sangha (conca del riu Congo).